# Frederico Westphalen (tiểu vùng)
Frederico Westphalen là một tiểu vùng thuộc bang Rio Grande do Sul, Brasil. Tiều vùng này có diện tích 5183 km², dân số năm 2007 là 184680 người.